# Kazumi Yumoto
Kazumi Yumoto (湯本香樹実 Yumoto Kazumi?) (Tokio, Japón, 11 de noviembre de 1959) es una guionista y novelista japonesa. 

## Trayectoria
Kazumi Yumoto nació en Tokio y estudió composición musical en el Tokyo College of Music. 
Tras entablar amistad con el compositor Shigeaki Saegusa escribió los libretos de óperas como Sen no kioku no monogatari, compuesta por Saegusa, lo que la llevó a comenzar su carrera como escritora y a convertirse en guionista de televisión y radio.
Su primera novela, Los amigos, publicada en 1992, ganó el Premio Revelación de la Asociación Japonesa de Literatura Infantil y el Premio de Literatura Infantil para autores noveles. La obra fue adaptada al cine por el director Shinji Somai, y una dramatización radiofónica de la novela realizada por la propia autora obtuvo el premio de la Agencia para Asuntos Culturales. Ha sido traducida y publicada en más de una decena de países y ha recibido el Boston Globe-Horn Book y el Mildred L. Batchelder Award (en inglés). Su obra La ciudad del sol poniente fue nominada al 127º Premio Akutagawa, y Viaje a la costa fue nominada al 27º Premio Oda Sakunosuke.
La adaptación cinematográfica de Viaje a la costa fue llevada a cabo por el director Kiyoshi Kurosawa y recibió el premio Un Certain Regard a la Mejor Dirección en el Festival de Cannes de 2015.

## Obras

### Novelas
- Natsu no niwa The Friends (夏の庭 The Friends?) (1992) (en español: Los amigos, 2015, trad. de José Pazó Espinosa)
- Haru no orugan (春のオルガン?) (1995)
- Popura no aki (ポプラの秋?) (1997) (en español: La casa del álamo, 2017, trad. de Rumi Sato)
- Nishibi no machi (西日の町?) (2002) (en español: La ciudad del sol poniente, 2018, trad. de Rumi Sato y José Pazó Espinosa)
- Watashi no ojisan (わたしのおじさん?) (2004)
- Majo to mori no tomodachi (魔女と森の友だち?) (2007)
- Kuma to yamaneko (くまとやまねこ?) (2008)
- Kishibe no tabi (岸辺の旅?) (2010) (en español: Viaje a la costa, 2016, trad. de Rumi Sato y José Pazó Espinosa)
- Yoru no ki no shita de (夜の木の下で?) (2014)